# Chenorhamphus
Chenorhamphus — рід горобцеподібних птахів родини малюрових (Maluridae). Містить два види.

## Поширення
Рід поширений в Новій Гвінеї. Трапляється у субтропічних та тропічних вологих низинних лісах.

## Таксономія
Традиційно, представників роду включали в єдиний вид Malurus grayi з роду малюр (Malurus). Генетичний молекулярний аналіз 2011 року показав, що вид потрібно розділити на два окремих, та виокремити їх у власний рід.

## Види
- Chenorhamphus grayi
- Chenorhamphus campbelli